# Língua tboli
Tboli (aprox. /təˈbɔːli/), ou Tagabili ou T'boli, é uma língua Austronésia falada na ilha de Mindanao, sul das Filipinas, principalmente na província  Cotabato do Sul, mas também nas províncias vizinhas de Sulão Kudarat e Sarangani.  De acordo com o Censo das Filipinas de 2000, perto de 100 mil filipinos identificaram  T'boli  ou  Tagabili  como sua língua nativa.

## Classificação
Tboli é classificado como um membro das línguas Mindanao Setentrionais ou do ramo Bilic das famílias de idiomasFilipinas. É relacionado às línguas Bagobo, Blaan e Tiruray.

## Geografia
Tboli é falado nas seguintes áreas ( Ethnologue ).
- Província Cotabato Sul: área do Monte Busa e oeste
- Província Sarangan: costa das Celebes, Katabau oeste a fronteira provincial
- Província Sultão Kudarat: região de Kraun e Bagumbayan

Os dialetos são Tboli central, Tboli ocidental e Tboli do sul ( Ethnologue ).

## Fonologia
Awed, Underwood e Van Wynen (2004) listam sete fonemas vogais, /a i e ɛ ə o ɔ u/ e 15 fonemas consoantes conforme tabela a seguir. Note-se que Tboli não possui / p / como um fonema e tem / f / em vez disso, o que é uma rara tipologia linguística entre as línguas filipinas.
|                |                | Labial | Coronal | Dorsal | Glotal |
| -------------- | -------------- | ------ | ------- | ------ | ------ |
| Nasal oclusiva | Nasal oclusiva | m      | n       | (ng) ŋ |        |
| Oclusiva       | sonora         | b      | d       | g      |        |
| Oclusiva       | surda          |        | t       | k      | (–) ʔ  |
| Fricativa      | Fricativa      | f      | s       |        | h      |
| Aproximante    | Aproximante    | w      | l       | (y) j  |        |

### Tonicidade
A sílaba tônica final é a norma nas palavras-raiz de Tboli; No entanto, a tonicidade muda para a sílaba anterior se a vogal final for um xevá. (Awed 2004);

### Fonotática
Ao contrário da maioria das outras línguas filipinas e línguas austronésias em geral, Tboli permite uma variedade de grupos consonantais no início de sílaba. Isso fica evidente no próprio nome da língua, / tbɔli /, mas também em outras palavras, como / kfung / 'poeira', / sbulon / 'um mês', / mlɔtik / 'estrelado' / hlun / 'temporariamente' / gna / 'before ", e outros.
Awed, Underwood e Van Wynen (2004) observam impressionantemente há um [[schwa] muito curto pronunciado entre o grupo de consoantes. No entanto, esses clusters de consoantes ainda não foram analisados  acústicamente.

### Verbos
Tboli, como outras línguas filipinas, faz uma distinção entre verbo transitivo e intransitivo]] s. Os verbos intransitivos são marcados com o afixo me  enquanto os verbos transitivos são marcados com ne- '. Ao contrário das línguas filipinas, os afixos aplicativos não são usados em Tboli, porém preposições são usadas.
Além disso, a marcação de aspecto gramatical não está marcada no verbo, mas com marcadores de aspecto pré verbais como  deng  (ação concluída) e  angat  (ação incompleta).

## Gramática

### Substantivos
Ao contrário de outras línguas filipinas, Tboli não faz uso de marcação de artigos com caso gramatical ].
O plural é marcado pelo uso do artigo 'kem' precedendo o substantivo; kudà "cavalo" (sg.), kem kudà "cavalos."

### Pronomes
Os pronomes Tboli indicam pessoa, número, função gramaticais e também inclusividade e exclusividade. Awed e outros. (2004), perceberam que os pronomes de Tboli apresentam duas categorias principais baseadas no termo que eles denominam "foco linguístico", algo que parece estar relacionado aos casos absolutivo e ergativo, algo comum em outras línguas filipinas. Existem duas subcategorias adicionais para cada uma das quais trata-se de indicar comoos pronomes singulares se comportam como enclíticos ou como palavras independentes. Seu uso depende do seu papel e posição em uma frase.
|                | com Foco   | com Foco     | sem Foco   | sem Foco     |
| -------------- | ---------- | ------------ | ---------- | ------------ |
|                | dependente | independente | dependente | independente |
| 1ª singular    | -e         | ou/o         | -u         | dou/do       |
| 2ª singular    | -i         | uu/u         | -em/-m     | kóm          |
| 3ª singular    | ø          | du           | -en/n      | kun          |
| 1ª pessoa dual | te         | tu           | te         | kut          |
| 1ª inclusiva   | tekuy      | tekuy        | tekuy      | tekuy        |
| 1ª exclusiva   | me         | mi           | mi         | kum          |
| 2ª plural      | ye         | yu           | ye         | kuy          |
| 3ª plural      | le         | lu           | le         | kul          |

Exemplos do uso de pronome da 3ª pessoa do plural:
- Mken le. "Eles comem." (focado, dependente).
- Lu mken. "Eles são os que comeram." (focado, independente)
- Balay le. "Deles casa." (não focado, dependente).
- Dwata semgyok  kul. "Possa Deus cuidar deles" (não focado, independente).

### Sintaxe
A ordem das palavras em Tboli é normalmente Verbo-Sujeito-Objeto, podendo, porém, haver alguma variação.
```
Mulu    le   sfu   soging.
Plantaram eles brotos banana
"Eles plantaram brotos de banana."
```

### Morfologia
Tboli faz uso de prefixos e infixos. Awed ( 2004) afirmam que sufixos não existe na linguagem, embora afixos proclíticos possam ser considerados como tal.

## Escrita
Tboli não possui um sistema oficial de escrita, embora o alfabeto latino seja habitualmente usado para escrever o idioma. A ortografia é mais ou menos semelhante à empregada pela língua tagalo: b, d, f, g, h, k, l, m, n, ng (para /ŋ/), s, t, w (para /j/). Embora outras letras possam ser usadas na escrita de palavras estrangeiras.
Awed (2004) use um sistema de diacríticos para acomodar os sete fonemas vogais Tboli. As vogais são: a, i, é (para /ɛ/), e (para /ə/), ó (para /o/), u, o (para /ɔ/).
A oclusiva glotal /ʔ/ geralmente não é representada por escrito. Embora o acento grave seja usado para representá-lo como em ngà /ŋaʔ/ "criança" e gawì /gawiʔ/ "concha (colher)" Se uma vogal já tem um diacrítico, então o acento circunflexo ^ é usado como emn sdô /sdoʔ/ bê /bɛʔ/ "não."
Awed observa que, às vezes, o apóstrofo pode ser usado para separar um “cluster” de consoantes iniciais, como em nome do idioma; isto é, T'bol  em vez de simplesmente Tboli. Observou-se que os falantes nativos de Tboli tiveram "uma reação negativa muito forte" a essa convenção, preferindo escrever "Tboli".